# Real Balompédica Linense
Maillots
Le Real Balompédica Linense est un club de football espagnol basé à La Línea de la Concepción en Andalousie.

## Historique
| \| La Línea de la Concepción \| Emplacement de La Línea de la Concepción, en Espagne. |
| La Línea de la Concepción                                                             |

Fondé le 4 janvier 1912, il débute les compétitions officielles en 1921 et joue son premier match officiel devant le CD Málaga. Un an plus tard, en 1922, le secrétaire du club, Christopher Becerra, demande d'indiquer le terme "royal" dans le nom du club, autorisation donnée la même année par le roi Alfonso XIII.
Le club évolue six saisons en deuxième division entre 1949 et 1955. Il obtient son meilleur classement en D2 lors de la saison 1950-1951, où il se classe 9e du Groupe II, avec 13 victoires, 2 matchs nuls et 13 défaites.

## Anciens joueurs
- Baron Kibamba
- Esteban Font
- Manuel Mesa
- Joseph Chipolina
- Roberto Chen